# Enfermeras
Enfermeras és una telenovel·la colombiana de drama mèdic, produïda per Ana María Pérez per RCN Televisión, el primer episodi va ser emès el 23 d'octubre de 2019. El focus de la història retrata les vides de diversos infermers de l'hospital Santa Rosa, específicament la de Maria Clara González.
És protagonitzada per Diana Hoyos i Sebastián Carvajal, al costat de les participacions antagòniques de Viña Machado, Pedro Palacio, Susana Rojas, Lucho Velasco, Mariana Gómez i Tatiana (Tata) Ariza. Compta, a més, amb les actuacions estelars de Nina Caicedo i Julián Trujillo.

## Trama
Maria Clara González labora com a cap d'infermeres en un dels hospitals més reconeguts de la ciutat: el Santa Rosa. La vida semblaria somriure-de no ser per la monotonia en què ha caigut el seu matrimoni amb Román, amb el qual té dos fills. El dia del seu aniversari, María Clara pren la decisió de reconquistar al seu espòs i reserva una habitació d'hotel per passar la nit amb ell. No obstant això, Román pateix un infart en el lloc i és traslladat d'emergència perquè rebi ajuda mèdica. Maria Clara passa la nit al seu costat. A l'endemà, arriba una dona de nom Paula acompanyada del seu petit fill, i li diu a la infermera que es tracta del primogènit de Román. A partir d'allí, Maria Clara es va desil·lusionant cada vegada més del seu marit, a punt de planejar el seu divorci.
D'altra banda, a l'hospital arriba un jove resident de medicida interna, el Dr. Carlos Pérez, qui immediatament té una connexió especial amb Maria Clara, convertint-se més endavant en més que una amistat. No obstant això, la seva relació es veurà entelada per múltiples obstacles, quan Maritza i Valeriano, esposa i pare de Carles, respectivament, s'assabentin del que succeeix entre ells. A més, l'enemistat de Maria Clara amb la cap Glòria, l'oposició dels seus fills respecte al seu nou amor, els negocis turbulents que ocorren dins de l'hospital per compte de Manuel Castro, director científic de la mateixa, i l'aparició d'una nova persona a la vida del Dr. Pérez, faran que les seves vides prenguin rumbs diferents.

## Repartiment
- Diana Hoyos — Jefe María Clara González
- Sebastián Carvajal — Dr. Carlos Pérez
- Viña Machado[4] — Jefe Gloria Mayorga Moreno
- Julián Trujillo — Jefe Álvaro Rojas
- Lucho Velasco — Dr. Manuel Alberto Castro
- Nina Caicedo — Solangie Velásquez
- Federico Rivera — Héctor Rubiano "Coco"
- María Manuela Gómez — Valentina Duarte González
- Cristian Rojas — Camilo Duarte González
- Andrés Suárez — Dr. Agustín Garnica
- Tatiana Ariza — Dra. Helena Prieto
- Andrea Rey — Nelly Mejía
- Alejandra Correa — Jefe Inés Chacón
- Viviana Posada — Ivonne Ramírez
- Mariana Gómez — Maritza Ferrari
- Susana Rojas — Paula Rivera
- Pedro Palacio — Román Duarte
- Sergio Jaimes Herrera — Dr. Alejandro Valencia
- Vince Balanta — Ginecólogo Fabio Mosquera
- Nayra Castillo — Psicóloga Esperanza
- Andrea Martínez — Dra. Isabella Domínguez
- Miguel González — Dr. Felipe Mackenzie
- Pedro Calvo — Dr. Iñaki Ventura
- Juan Fernando Sánchez — Dr. Ernesto Álvarez
- Iván Darío Prada — Jefe Martín Moratto
- Ricardo Vélez — Dr. Bernard Mackenzie
- Marcela Posada — Dra. Ruby Palacino
- Martha Liliana Ruiz — Jefe Evelyn
- Hernando David Arias — Residente Fernando Arias
- Hugo Gómez — Valeriano Pérez
- María Cecilia Botero — Beatriz
- Jessica Mariana Cruz — Mariana Cruz (Asistente del Dr. Castro)
- Diego Garzón — Luis Tarazona
- Bárbara Perea — Petra
- Andrés Durán — "Richi"
- Óscar Salazar — Óscar Peñate
- Alexandra Serrano — Milena de Peñate
- Tiberio Cruz — Dr. Castillo